# Trojaner (Astronomie)

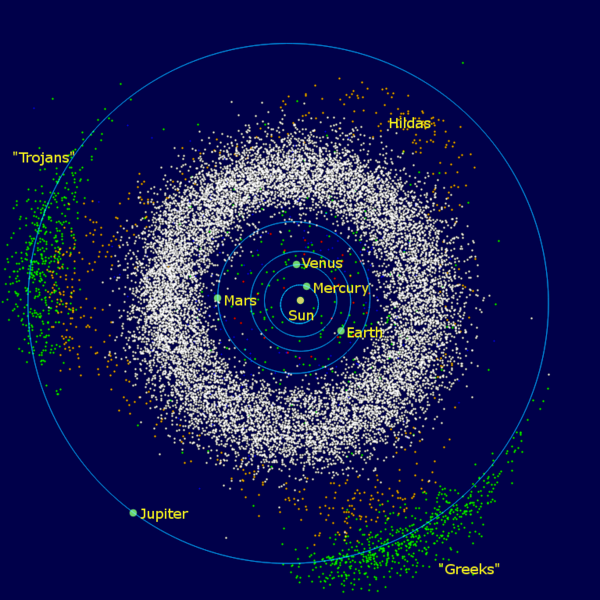
Darstellung des inneren Sonnensystems. Die Trojaner-Asteroiden des Jupiter („Greeks“ und „Trojans“) sind grün markiert.

Als Trojaner wurden ursprünglich die zwei Gruppen von Asteroiden bezeichnet, welche die Sonne auf der gleichen Bahn wie der Jupiter umkreisen, ihm jedoch auf den Librations- oder Lagrange-Punkten mit einem mittleren Abstand von 60° auf dem Lagrange-Punkt L4 vorauseilen beziehungsweise auf Lagrange-Punkt L5 nachfolgen. Diese Gleichgewichtspunkte stellen einen Sonderfall des sonst nur numerisch lösbaren Dreikörperproblems dar. Das System Sonne – Planet – Trojaner bildet für jeden dieser Kleinkörper ein stabiles Dreikörpersystem. Als man solche Körper auch bei anderen Planeten fand, wurde der Begriff Trojaner auf alle vergleichbaren koorbitalen Objekte ausgedehnt. Bei den übrigen Planeten wurden bislang nur von Merkur und Saturn noch keine Trojaner entdeckt.

## Jupiter-Trojaner

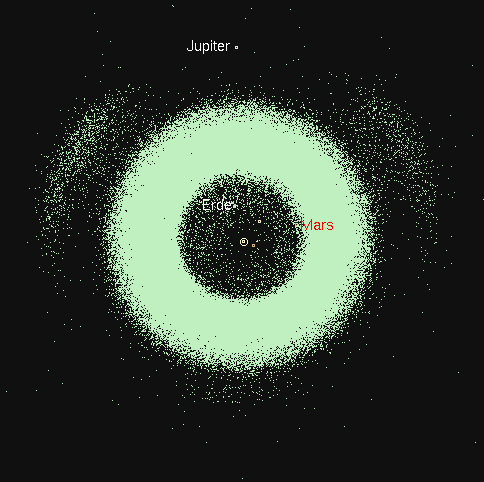
Trojanerasteroiden 60° vor und hinter Jupiter. Ihre Verteilung unterscheidet sie deutlich vom Hauptgürtel.

Die bislang gefundenen Trojaner sind nach den Personen aus Homers Ilias benannt: die vorauseilenden Asteroiden (bis auf (624) Hektor) nach den griechischen, die nacheilenden (bis auf (617) Patroclus) nach den trojanischen Helden, entsprechend bilden die zwei Gruppen ein griechisches Lager bei L4 und ein trojanisches Lager bei L5. Da langsam die Namen ausgehen, werden Trojaner auch nach modernen Olympioniken benannt.
Im Jahr 1960 kannte man erst 20 Jupiter-Trojaner. Der erste Trojaner, (588) Achilles, wurde 1906 von Max Wolf entdeckt. Der weitaus größte Trojaner dürfte der 1907 entdeckte (624) Hektor sein, ein unregelmäßig geformter Asteroid von 370 mal 195 Kilometer Ausdehnung. Bis zum 24. Januar 2017 waren bei Jupiter im Punkt L4 4.188 und im Punkt L5 2.268 Trojaner bekannt, bis zum 18. August 2024 bereits insgesamt 14.342. Die Größenordnung der Gesamtzahl dürfte mit der des Hauptgürtels vergleichbar sein, wegen der größeren Entfernung ist aber bisher nur ein geringerer Teil als im Hauptgürtel entdeckt worden.
Jupiter hat durch seine dominierende Masse enormen Einfluss auf das äußere Sonnensystem und verursacht zahlreiche Instabilitäten an den Asteroiden und deren Bahnen. Viele Astronomen meinen deshalb, dass auch im Bereich der Trojaner ein steter, langsamer Wechsel im Gang ist. Ihre unerwartet große Zahl wird durch gegenseitige Kollisionen erklärt. Weil sie mit Albedos um 0,04 ähnlich dunkel oder dunkelrot sind wie die Asteroiden des äußeren Sonnensystems, stammen viele Trojaner vermutlich von dort, gehörten also einst zu den Transneptunischen Objekten (TNO). Vereinzelt dürften sich Trojaner durch Bahnstörungen oder Stöße wieder von den Librationspunkten (Lagrange-Punkten) lösen und in Richtung Marsbahn abdriften.

Mit der Raumsonde Lucy ist am 16. Oktober 2021 zum ersten Mal eine Mission zu den beiden Lagrange-Punkten L4 und L5 gestartet worden. Sie soll verschiedene Jupiter-Trojaner aus einem Abstand von 1000 km oder weniger untersuchen.

## Venus-Trojaner und -Begleiter
Im Juli 2013 fand man bei der Venus erstmals einen Trojaner, der die Bezeichnung 2013 ND15 erhielt. Zuvor, seit 2001, fand man bereits die Quasisatelliten (322756) 2001 CK32, (524522) Zoozve und 2012 XE133. Der weniger als 100 Meter große 2013 ND15 wurde als erster echter Venus-Trojaner identifiziert, jedoch wird der Asteroid innerhalb von etwa 500 Jahren seine Trojaner-Bahn wieder verlassen und erneut zu einem Quasisatelliten werden.

## Erd-Trojaner und -Begleiter
Von der Erde sind bislang zwei Trojaner bekannt, im Juli 2011 wurde der Asteroid (706765) 2010 TK7 als Trojaner identifiziert und 2022 der Asteroid (614689) 2020 XL5. Bei den meisten bekannten Begleitern der Erde handelt es sich jedoch nicht um Trojaner: sie bewegen sich auf einer Hufeisenumlaufbahn, auf der sie sich der Erde bis auf wenige Millionen Kilometer nähern können. Diese Umlaufbahn wurde zum ersten Mal bei 2002 AA29 beobachtet. Weiterhin hat die Erde einige Quasisatelliten. Asteroiden auf Hufeisenumlaufbahnen können sich zu Quasisatelliten entwickeln, der umgekehrte Wechsel von einem Quasisatelliten zurück in eine Hufeisenumlaufbahn ist ebenfalls möglich. Im Jahr 2020 waren insgesamt 18 koorbitale Begleiter der Erde bekannt. Bei diesen handelte es sich um zwei Trojaner (706765) 2010 TK7, (614689) 2020 XL5, 12 Objekte auf Hufeisenumlaufbahnen und fünf Quasisatelliten.
Nach der Kollisionstheorie, welche die Entstehung des Erdmonds beschreibt, entwickelte sich im L4-Punkt der Erdbahn der Protoplanet Theia, der durch eine nachfolgende Kollision mit der Erde für die Entstehung des Mondes sorgte.

## Mars-Trojaner
1990 wurde auch im Librationspunkt L5 des Mars ein Trojaner entdeckt, der (5261) Eureka getauft wurde. Mittlerweile sind fünfzehn weitere Mars-Trojaner bekannt: (101429) 1998 VF31, (311999) 2007 NS2, (385250) 2001 DH47, 2001 SP189, 2011 SC191, 2011 UN63, 2011 SL25, 2011 UB256, 2016 CP31, 2018 EC4, 2018 FC4, 2018 FM29.  Die beiden Trojaner (121514) 1999 UJ7 und 2023 FW14 wurden  im L4-Punkt entdeckt. Vom Minor Planet Center sind bislang allerdings erst die fünf Nummerierten bestätigt. Ausgenommen (101429) 1998 VF31 und (121514) 1999 UJ7 haben alle ähnliche Bahnelemente und könnten eine Familie um Eureka bilden.

## Uranus-Trojaner
Mitte des Jahres 2013 wurde der erste Trojaner auf der Uranus-Bahn entdeckt. Der Asteroid (687170) 2011 QF99 läuft seinem Planeten auf Librationspunkt L4 seit mindestens 700.000 Jahren voraus und behält seine Position in etwa für die kommenden 1.000.000 Jahre bei. Danach wird er neuerlich zu einem Zentauren werden. Die Entdeckung des 60 Kilometer durchmessenden Asteroiden aus Eis und Gestein sorgte in Fachkreisen für Überraschung, da man bisher annahm, es könnten wegen des gravitativen Einflusses von Jupiter und Neptun keine Uranus-Trojaner existieren.

## Neptun-Trojaner
Ende 2001 fand man auch 60° vor Neptun (L4) einen Trojaner. Mit dem 4-m-Spiegelteleskop am Cerro Tololo aufgenommen, erhielt der 230-km-Körper die Asteroiden-Nummer (612243) 2001 QR322, aber die Bahndaten waren erst nach einem Jahr gesichert. Er umrundet die Sonne – genau wie Neptun – in 166 Erdjahren. Mittlerweile sind 30 weitere Neptun-Trojaner bekannt, unter anderen: (385571) Otrera, 2005 TN53, (385695) Clete, (613490) 2006 RJ103, (527604) 2007 VL305 auf L4 sowie 2004 KV18, 2008 LC18 und 2011 HM102 auf L5. Ursprünglich wurde auch 2008 LC18 als L4-Trojaner betrachtet. Am 12. August 2010 gab das Department of Terrestrial Magnetism (DTM) der Carnegie Institution of Washington in Washington D. C. jedoch bekannt, dass sich 2008 LC18 auf der Lagrange-Position L5 bewegt. Es ist der erste nachgewiesene Neptun-Trojaner auf dieser Position. Die Neptun-Trojaner sollen nach Amazonen benannt werden.
Am 25./26. August 2014 kreuzte die Raumsonde New Horizons die Neptunbahn nicht allzu weit vom Lagrangepunkt L5. Für die Beobachtung der Neptun-Trojaner, beispielsweise 2011 HM102, befand sich die Sonde jedoch zu weit entfernt.

## Trojaner von Monden
Ein Trojaner-Mond ist ein natürlicher Satellit eines Planeten, der sich in einem der Librations- oder Lagrange-Punkte eines größeren Mondes bewegt. Die Trojaner-Monde bilden eine Untergruppe der koorbitalen Monde. Gegenwärtig sind vier Trojaner-Monde bekannt, die sich alle im Mondsystem des Planeten Saturn befinden:
- der Saturnmond Tethys wird auf seiner Bahn von den beiden kleineren Monden Telesto (Lagrange-Punkt L4) und Calypso (L5-Punkt) begleitet;
- der Saturnmond Dione teilt sich seine Bahn mit den beiden kleineren Monden Helene (L4-Punkt) und Polydeuces (L5-Punkt).

In den L4- und L5-Punkten der Bahn des Erdmondes wurden sehr schwache Staubwolken gefunden, die (2018 bestätigten) Kordylewskischen Wolken, die noch schwächer als der schwache Gegenschein ausgeprägt sind.

## Monde von Trojanern
Bei dem Jupiter-Trojaner (617) Patroclus, der sich auf dem Lagrange-Punkt L5 bewegt, wurde am 22. September 2001 erstmals ein Mond eines Trojaners entdeckt und Menoetius benannt. Beide Körper bewegen sich auf Kreisbahnen um den gemeinsamen Schwerpunkt. Seither wurden drei weitere Monde nachgewiesen, die Trojaner von Jupiter umkreisen, und zwar bei den L5-Trojanern (17365) 1978 VF11 und (29314) Eurydamas sowie bei dem L4-Trojaner (624) Hektor.